# Intertextualidade
Intertextualidade é a formação do significado de um texto por outro texto, seja por meio de estratégias deliberadas de composição como citação, alusão, calque, plágio, tradução, pastiche ou paródia, ou por interconexões entre obras semelhantes ou relacionadas percebidas por um público ou leitor do texto. Essas referências às vezes são feitas deliberadamente e dependem do conhecimento prévio do leitor e da compreensão do referente, mas o efeito da intertextualidade nem sempre é intencional e às vezes é inadvertido. Frequentemente associada a estratégias empregadas por escritores que trabalham em registros imaginativos (ficção, poesia e drama e até mesmo textos não escritos como arte performática e mídia digital), a intertextualidade é agora entendida como intrínseca a qualquer texto.
A intertextualidade foi diferenciada em categorias referenciais e tipológicas. A intertextualidade referencial refere-se ao uso de fragmentos em textos e a intertextualidade tipológica refere-se ao uso de padrão e estrutura em textos típicos. Uma distinção também pode ser feita entre iterabilidade e pressuposição. A iterabilidade faz referência à "repetibilidade" de determinado texto que é composto por "traços", pedaços de outros textos que ajudam a constituir seu significado. A pressuposição faz referência às suposições que um texto faz sobre seus leitores e seu contexto. Como o filósofo William Irwin escreveu, o termo "chegou a ter quase tantos significados quanto os usuários, daqueles fiéis à visão original de Julia Kristeva de quem simplesmente a usa como uma maneira elegante de falar sobre alusão e influência".

## Tipos de intertextualidade
Pode-se destacar doze tipos de formas:
- Alusão ou referência - Na alusão, não se aponta diretamente o fato em questão; apenas o sugere através de características secundárias ou metafóricas.
- Bricolagem - são alguns procedimentos de intertextualidade das artes plásticas e da música que também aparecem retomados na literatura. Quando o processo da citação é extremo, ou seja, um texto é montado a partir de fragmentos de outros textos, tem-se um caso de bricolagem.
- Citação - é uma transcrição do texto alheio, marcada por aspas e geralmente com o nome do autor deste. A Citação é um fragmento transcrito de outro autor, inserido no texto entre aspas.
- Crossover - é aparição ou encontro entre personagens que pertencem a universos fictícios diferentes em determinados capítulos, episódios, edições ou volumes de alguma obra artística.
- Epígrafe - é um pequeno trecho de outra obra, ou mesmo um título, que apresenta outra criação, guardando com ela alguma relação mais ou menos oculta.
- Paráfrase - o autor recria, com seus próprios recursos,um texto já existente,"relembrando" a mensagem original ao interlocutor.
- Paródia - é uma forma de apropriação que, em lugar de endossar o modelo retomado, rompe com ele, sutil ou abertamente. Ela muitas vezes perverte o texto anterior, visando a crítica de forma irônica.
- Pastiche - é definido como obra literária ou artística em que se imita abertamente o estilo de outros escritores, pintores, músicos, etc.
- Plágio - é a cópia e/ou alteração indevida e não-licenciada de uma obra artística, científica ou literária por alguém que afirma ser o autor original da mesma.
- Sample - são trechos pegos de outras músicas e usados como base para outras produções.
- Tradução - a tradução é a adequação de um texto em outra língua, a língua nativa do país. Por exemplo, um livro em turco é traduzido para o português.
- Transliteração - técnica linguística que, tal como a tradução, ocupa-se de adequar termos, nomes e expressões de uma língua para outra, entretanto adaptando-as para um alfabeto que possui letras diferentes de seu original.